# Озма из страны Оз
«Озма из страны Оз» (англ. Ozma of Oz) — опубликованная 29 июля 1907 года третья книга американского писателя Лаймена Фрэнка Баума из серии сказок о Стране Оз. Именно по этой книге стало очевидным намерение Баума создать серию книг о Стране Оз. Если в конце «Удивительного волшебника из страны Оз» волшебные туфельки Дороти потерялись в пустыне, отрезав тем самым девочке путь к возвращению в чудесную страну, то в конце «Озмы из Страны Оз» после слов Глинды о том, что волшебный пояс, возвратив Дороти домой, при этом также будет утрачен, девочка находит оптимальное решение: она отдаёт пояс принцессе Озме, чтобы та перенесла её домой, но договаривается с Озмой, что позднее, в случае необходимости, та воспользуется поясом для возврата Дороти в Страну Оз.
Эта книга также является первой, где основное действие (кроме двух заключительных глав) происходит за пределами страны Оз.. Это свидетельствует о незначительном изменении в основной сюжетной линии: в первой книге Оз является опасной страной, через которую Дороти должна победно пройти, чтобы вернуться в Канзас; в третьей книге Оз — это окончание и цель романа. Желание Дороти вернуться домой не так безнадёжно, как в первой книге, и это нужнее её дяде, чем ей, и она возвращается для него.
Полноцветные иллюстрации для книги были сделаны художником Джоном Р. Нилом.
Книга содержит следующее обращение автора: «Эта книга с любовью посвящается всем мальчикам и девочкам, читающим мои истории, а в особенности — Дороти».

## Описание сюжета
Дядя Генри по настоянию лечащего врача едет отдохнуть со своей канзасской фермы в Австралию. Он со своей племянницей Дороти Гейл (это первая книга, в которой читатель узнаёт её фамилию) плывёт на борту парохода, когда их застигает сильный шторм и они разделяются. Ветром Дороти выкидывает за борт вместе с клеткой, в которой находилась жёлтая курица.

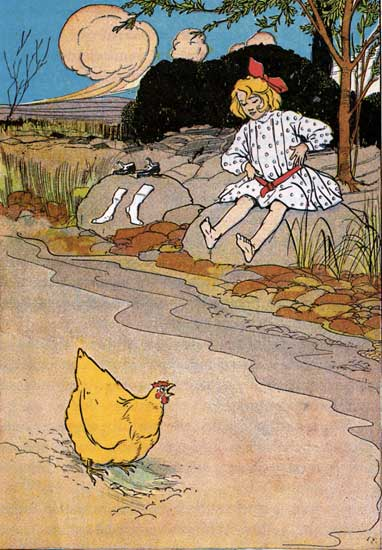
Курица Биллина и Дороти, иллюстрация Д. Нила

Клетку прибивает к берегу, Дороти и Биллина (так звали курицу) отправляются исследовать местность. Обнаруживается, что курица умеет говорить, и Дороти делает вывод, что она вновь оказалась в Волшебной стране, но всё вокруг кажется ей незнакомым. По дороге они встречают деревья с завтраком и ланчем, подвергаются нападению Колесунов — людей, у которых вместо ладоней и ступней колёса, благодаря которым они перемещаются, катясь на четвереньках. Спасаясь от Колесунов, они находят спрятанного за потайной дверцей в скале медного заводного человека Тик-Тока. Заведя его найденным на берегу ключом, они приобретают в его лице друга и защитника, и, преодолев натиск Колесунов, идут к замку Эв, располагающемуся неподалёку.

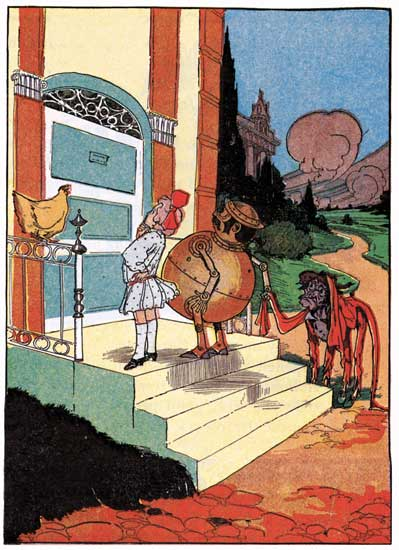
Биллина, Дороти, Тик-ток и колесун, илл. Д. Нила

Тик-Ток рассказывает друзьям историю королевской семьи, когда-то правившей этой страной. Давным-давно злой и жестокий король Эвальдо продал в рабство свою жену и десять детей Королю Гномов, в обмен на бессмертие, а тот превратил их в одиннадцать украшений для своего дворца. Позже король Эвальдо раскаялся в своем поступке и безуспешно попытался вернуть семью. В отчаянии он бросился в море и утонул. Власть в королевстве перешла к племяннице короля принцессе Лангвидер — довольно любопытной особе, способной менять собственные головы, как перчатки. На свою беду Дороти и компания попали к ней, где принцесса предложила Дороти поменяться головами, не принимая во внимание тот факт, что Дороти вообще-то обычный человек. От неприятностей девочку спасает оказавшаяся в королевстве Эв принцесса страны Оз Озма и её друзья, Страшила и Жестяной Дровосек. Озма попала сюда не случайно — узнав об участи королевской семьи Эв, она решила спасти их. Дороти, Тик-Ток и курица присоединяются к ним и отправляются в королевство Гномов, там они встречают короля Гномов Ругеддо. Сперва произведя приятное впечатление, Ругеддо предлагает Озме и остальным сделку с подвохом. Каждый из друзей может посетить музей короля Гномов и угадать, какой из экспонатов является заколдованным членом королевской семьи. Если Озма угадает, то жертва автоматически расколдуется, если же нет (даётся 11 попыток), Озма сама станет украшением. Озма принимает условия и, первой отправившись в музей, благополучно превращается в изумрудную статуэтку. Эта же участь постигает и всех остальных спутников, пока Дороти случайно не расколдовывает принца Эвринга. А затем Биллина случайно узнает секрет короля Ругеддо (члены королевской семьи Эв пурпурные, Страшила — золотой, Дровосек — синий, остальные жители страны Оз — зелёные) и спасает всех, открыв слабое место всех подземных гномов — страх перед яйцами. В результате Королевская семья Эв воцаряется в своём королевстве, Озма отправляется в страну Оз, а Дороти с помощью волшебницы Глинды возвращается к своему дяде Генри.

## Критика
Советский писатель Александр Волков во время работы над второй редакцией своей сказки «Волшебник Изумрудного города» (изначально являвшейся обработкой самой первой сказки Баума, впоследствии сюжет претерпел определённые отличия) в начале января 1958 года ознакомился с этим произведением Баума и критически высказался о нём:

Вчера и сегодня занимался в Библиотеке иностранных языков, читал книгу Фр. Баума «Озма из Оза» из его озовской серии, в которой, как оказывается, около полутора десятка книг. Но какие это книги!
Мне кажется, ему удалась только первая из них «The Wizard of Oz» — это та, которую я обработал под названием «Волшебник Изумрудного города». Это милая, остроумная книга, в которой найдены прекрасные типы. Но дальше писатель решил черпать все из того же источника, а фантазии у него уже не хватило, и он занялся самым посредственным эпигонством. Все эти желтые курицы, механические Тик-Токи, Люди-Колеса, продовольственные пакеты и ведра с обедами, растущие на деревьях, сменные головы у принцессы Лангвидер - все это выглядит очень безвкусно.
Боюсь, что мой замысел - написать еще одну сказку по мотивам Фр. Баума - придется оставить, нет в этих многочисленных пухлых книгах того хорошего, что стоило бы пересказать советским детям. Страшила, Железный Дровосек и Трусливый Лев (кстати, почему он снова стал трусливым, когда выпил храбрость?) пока еще не действуют в этой книге (а я за 2 дня прочитал и законспектировал 140 стр.), а только повторяют все те же рассуждения о мозгах, сердце и храбрости, которые уже достаточно известны по первой книге.
Удивительная страсть у американских писателей к длиннейшим сериям, таким как у Берроуза к тарзановской и марсианской. Это их литературный бизнес... Конечно, эта сказка неизмеримо слабее «Мудреца из Оза». Автор совершенно непоследователен: Озма у него наследница правителя Изумрудного города, а ведь в первой книге ясно сказано, что Изумрудный город построил Оз - выходец из Канзаса. У Жевунов и Мигунов откуда-то тоже появляются короли - вассалы верховного правителя Оза.

Дороти уничтожает последних злых волшебниц в стране Оз, а в последующих книгах этих волшебниц и волшебников и всякой чертовщины появляется превеликое множество... Начинает обрисовываться сюжет второй книги «Волшебника», но совсем не в таком плане, как у Баума.

## Экранизации и постановки
- «Волшебная фея и радиопьесы» (англ. The Fairylogue and Radio-Plays, США, 1908) — фильм, сопровождавшийся театральной частью и проекциями волшебного фонаря. По мотивам произведений «Удивительный волшебник из страны Оз», «Чудесная страна Оз», «Озма из страны Оз», «Дороти и Волшебник в стране Оз» и «Джон Дау и херувим[англ.]». Считается утраченным[8][9].
- «Тик-Ток, человек  из страны Оз[англ.]» (англ. The Tik-Tok Man of Oz) — мюзикл по мотивам сказки, поставленный в Лос-Анджелесе в 1913 году[10].
- «Возвращение в страну Оз» (англ. Return to Oz, США–Великобритания, 1985) — полнометражный фильм по мотивам произведений «Чудесная страны Оз» и «Озма из страны Оз»[8].
- «Удивительный волшебник из страны Оз» (яп. オズの魔法使い, Япония, 1986) — аниме-сериал (эпизоды 31—41).
- «Дороти встречает Озму[англ.]» (англ. Dorothy Meets Ozma of Oz, США, 1987) — короткометражный мультфильм.
- «Ведьмы страны Оз[англ.]» (англ. The Witches of Oz, США, 2011) — мини-сериал, свободная адаптация произведений «Удивительный волшебник из страны Оз», «Озма из страны Оз», «Путешествие в страну Оз» и «Волшебство страны Оз».
- «Том и Джерри: Возвращение в страну Оз[англ.]» (англ. Tom and Jerry: Back to Oz, США, 2016) — мультфильм, кроссовер с мультсериалом «Том и Джерри».
- Некоторые персонажи сказки (принцесса Лангидер и Король Гномов) участвуют в мультсериале «Затерянные в стране Оз» (англ. Lost in Oz, США, 2016–2018) – свободной адаптации цикла книг о стране Оз.